# Janice Rankin
Janice Rankin (n. 8 februarie 1972, Inverness, Scoția, Regatul Unit) este o jucătoare de curl, medaliată olimpică. A participat la o ediție a Jocurilor Olimpice (2002) în care a câștigat o medalie de aur.

## Participări
Lista de mai jos prezintă principalele competiții la care a participat Janice Rankin de-a lungul carierei.
- curling at the 2002 Winter Olympics[*]